# Псалмодикон

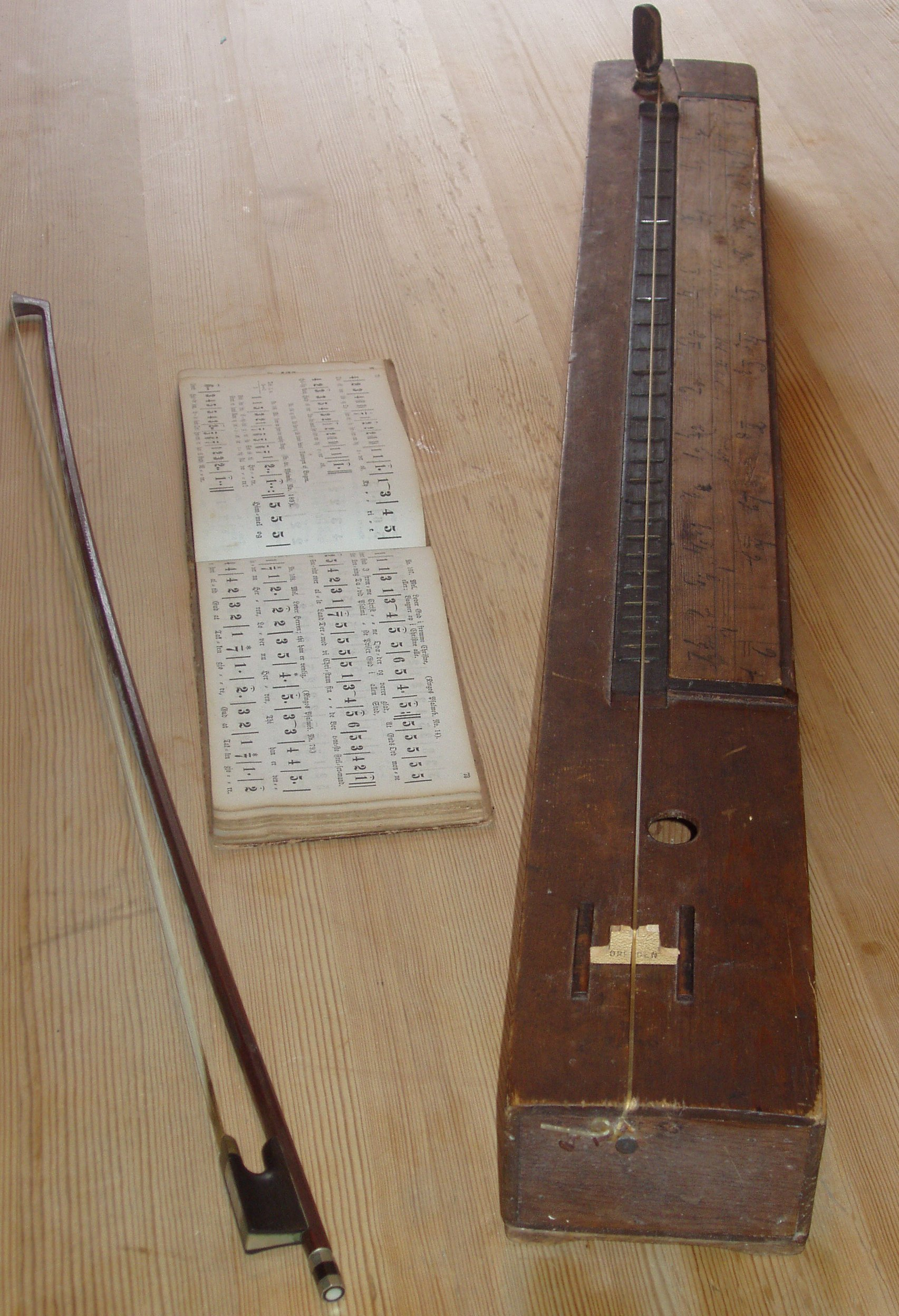
Псалмодикон з смичком

Псалмодикон — однострунна грифова цитра, що має походження зі скандинавських країн: Норвегії, Швеції та Фінляндії. Псалмодикон використовувався переважно для виконання духовної музики і надавався перевазі над світськими інструментами, такими як скрипка чи духові інструменти. Інструмент був простим і дешевим у виготовленні, а також легким для оволодіння.
Винахід псалмодікону зазвичай приписують пастору Йогану Діллнеру (1785—1862), хоча ця версія викликає сумніви у багатьох дослідників. Безперечним є те, що Діллнер значно сприяв поширенню інструмента і створив велику кількість музичної літератури для нього.

## Конструкція
Інструмент має коробкоподібний, відкритий знизу резонатор (зазвичай виготовлений з простих дощок). На ньому розташовані місток та верхній поріжок, між якими натягнута одна струна — із мотузки, кишки або сталі, що приводиться у звучання.
Під струною знаходилася своєрідна «грифова» планка з зубцями у вигляді пилки, що дозволяла виконувати напівтони (хроматичні інтервали). Зазвичай гриф мав 20–25 ступенів.
Струну можна було щипати або грати на ній смичком.
Для практичного використання ступені на «грифі» позначалися цифрами або літерами (часто на паперових наклейках), що відповідали словам пісні (псалму). Це давало змогу виконавцю, навіть без знання нот, відтворювати мелодію, слідуючи тексту.
Окрім традиційної однострунної форми, існували також дво- та трьохструнні варіанти псалмодікону, які могли мати додаткові резонансні струни.

## Схожі інструменти
- Монохорд
- Шайтхольт